# Salvador Cristau i Coll
Salvador Cristau Coll (Barcelona, 15 d'abril de 1950) és un bisbe catòlic, que actualment serveix com a bisbe de Terrassa. El seu ministeri sacerdotal l'ha desenvolupat entre les diòcesis de Toledo, Barcelona i Terrassa.

## Biografia
Ingressà en la Facultat de Dret de la Universitat de Barcelona i obté el grau de llicenciat l'any 1972. Ingressà en el Seminari Major de Toledo l'any 1976 i rebé l'ordenació presbiteral a la Catedral de Toledo el 12 d'octubre de l'any 1980. És llicenciat en Estudis Eclesiàstics per la Facultat de Teologia de Burgos.
El mateix any 1980 fou nomenat vicari de les parròquies del Buen Pastor i de San Justo i Pastor a la ciutat de Toledo i al mateix temps notari del Tribunal Eclesiàstic de Toledo. El 1984 passà a ser administrador parroquial de la parròquia de Santa Leocàdia a la mateixa ciutat i formador en el Centro de Vocacions Adultes.
L'any 1985 es traslladà a Barcelona i fou nomenat vicari de la parròquia de Sant Vicenç a Mollet del Vallès, incardinant-se aquell mateix any a l'arxidiòcesi de Barcelona. L'any 1989 fou nomenat Oficial de la Cúria de Barcelona i el 1990 vicari de la parròquia de la Mare de Déu de Montserrat a la mateixa ciutat.
L'any 1991 entrà a formar part de l'equip de formadors del Seminari Major de Barcelona, en el qual successivament ha estat també vicerector (1994) i director espiritual (1997).
El 1998 passà a ser adscrit en la parròquia de Corpus Christi de Barcelona i el 1999 Delegat Episcopal per a les qüestions administratives matrimonials en el Vicariat General de l'Arquebisbat. El mateix any fou també nomenat rector de la Basílica parroquial de la Mare de Déu de la Mercè de Barcelona i l'any següent, el 1999, administrador parroquial de la parròquia de Sant Jaume Apòstol, compaginant la dedicació a ambdues parròquies. Ha estat també durant aquest període arxipreste de l'Arxiprestat de la Catedral (2001-2004). L'any 2000 fou també nomenat Promotor de Justícia de l'Arquebisbat.
L'any 2001 va ser nomenat Secretari General i Canceller de l'Arquebisbat de Barcelona i amb la creació l'any 2004 de les noves diòcesis de Terrassa i Sant Feliu de Llobregat fou el primer Secretari General i Canceller de les dues noves diòcesis.
Amb la creació de la diòcesi de Terrassa el 15 de juny de 2004 hi quedà incardinat com a prevere. El dia 1 de setembre de 2004 va ser nomenat rector de la Parròquia del Sant Esperit i Catedral de Terrassa i el 29 de setembre Vicari General. Des de l'any 2005 és membre del Consell Presbiteral, del Consell Pastoral Diocesà i del Col·legi de Consultors.
Amb la creació del Seminari Major Diocesà de Terrassa l'any 2006 fou nomenat rector i l'any 2008 Delegat Episcopal de Pastoral Vocacional. Des de l'any 2008 fou també administrador parroquial de la parròquia de Sant Cebrià de Valldoreix, on està ubicat el Seminari Diocesà.
El 18 de maig de 2010 el Papa Benet XVI el va nomenar Bisbe titular d'Algecires i Auxiliar de Terrassa. L'ordenació episcopal va tenir lloc el dia 26 de juny de 2010 a la Santa Església Catedral Basílica del Sant Esperit de Terrassa.
El 15 de juny del 2021 va ser escollit administrador diocesà del bisbat de Terrassa, després de la renúncia, el mes d'abril, de Josep Àngel Saiz Meneses com a bisbe en ser nomenat arquebisbe de Sevilla.
El 3 de desembre del 2021, el papa Francesc el va nomenar Bisbe de Terrassa.
Actualment és membre de la comissió episcopal de Clergat i Seminaris de la Conferència Episcopal Espanyola i responsable de la Pastoral de la Salut a la Tarraconense.